# Caribisis simplex
Caribisis simplex är en korallart som beskrevs av Bayer och Carlo de Stefani 1987. Caribisis simplex ingår i släktet Caribisis och familjen Isididae. Inga underarter finns listade i Catalogue of Life.